# 전략 정보 시스템
전략 정보 시스템(Strategic Information Systems)은 정보 기술을 기업 전략의 일환으로서 적극적으로 활용하여 경쟁에서 앞서 가기 위한 정보 시스템이다.
요근래에는 컴퓨터망과 데이터베이스가 중심이 되며, 최근에는 가치 창조에 초점이 되는 전략이다. 실례로는 금융 기관의 대규모 온라인 시스템, 항공 회사의 좌석 예약 시스템, 슈퍼마켓(체인점) 등에서의 판매 시점 관리를 들 수 있다.